# Paul Fritsch
Paul François Nicolas Fritsch (París, 25 de febrer de 1901 - Boulogne-Billancourt, 22 de setembre de 1970) va ser un boxejador francès que va competir en els anys posteriors a la Primera Guerra Mundial.
El 1920 va prendre part en els Jocs Olímpics d'Anvers, on guanyà la medalla d'or de la categoria del pes ploma, del programa de boxa. Gachet va guanyar la final contra el seu compatriota Jean Gachet.
En acabar els Jocs passà a lluitar com a professional, amb 99 combats disputats, però cap triomf de renom. Un despreniment de retina posà punt final a la seva carrera esportiva.